# Monoteizam
Monoteizam ili jednoboštvo je vjerovanje u samo jedno, univerzalno i sveobuhvatno božanstvo, tj. Boga. Danas su glavne takve religije:
- kršćanstvo
- islam
- židovstvo
- bahaizam.

Zoroastrizam se također smatra monoteističkom vjerom. Danas su većina ljudi na Zemlji monoteisti.

## Razvitak monoteizma
U davnini su ljudi vjerovali u više bogova i božica koji su upravljali svemirom pomoću prirodnih sila. Poslije, kako su se različite kulture upoznavale, došlo je do spajanja bogova. Tako su se grčki Hermes i egipatski Anubis spojili u Hermanubisa. Egipatski Amon je bio pandan grčkom Zeusu. Prvi monoteistički kult donio je faraon Amenofis IV. koji je uveo vjeru u Atona - Sunčev disk. Poslije se u mnogim religijama vrhovni bog sve više udaljavao od ljudi i bio postavljen na nebo. 